# Nemška okupacija Norveške
Okupacija Norveške s strani nacistične Nemčije med drugo svetovno vojno se je začela 9. aprila 1940 po operaciji Weserübung, s čimer so Nemci napadli Dansko in Norveško. Običajni oboroženi odpor proti nemški invaziji se je končal 10. junija 1940, nacistična Nemčija pa je nadzorovala Norveško vse do kapitulacije nemških sil v Evropi 8. maja 1945. V tem obdobju je Norveško okupiral Wehrmacht. Civilno oblast je dejansko prevzel norveški rajhski komisar, ki je deloval v sodelovanju s pronemško marionetno vlado, kvislinškim režimom, medtem ko sta norveški kralj Haakon VII in predvojna vlada pobegnila v London, kjer sta ustanovila norveško vlado v izgnanstvu. To obdobje vojaške okupacije se na Norveškem imenuje "vojna leta" ali "okupacijsko obdobje". 

## Nemška invazija
Nemški general Nikolaus von Falkenhorst je v tajnosti načrtoval napad na Dansko in njeno severno sosedo, Norveško. Po nemških načrtih naj bi norveškega kralja in vlado prisilili k sodelovanju in uveljavili zvestobo nemški okupaciji. V nasprotju z Dansko kralj Haakon VII in njegova vlada pod vodstvom Johana Nygaardsvolda nista sprejela nemške zahteve po takojšnji kapitulaciji. Ti so sprva bežali v notranjost države na severu in pozivali prebivalstvo k uporu. Boji so se končali šele po obsežnih nemških zračnih napadih na norveška mesta 10. junija 1940, ko je Norveška kapitulirala. Kralju Haakonu VII. in njegovi vladi je uspelo tri dni prej z britansko vojaško ladjo zapustiti Norveško in pobegniti v Londonu, kjer so sestavili vlado v izgnanstvu.

## Okupacija
Z nemškega vidika je bila invazija izvedena kot "obramba"pred britanskimi operacijami v norveških vodah. Nekdanjega voditelja NSDAP iz Essna, Josefa Terbovena, je Hitler imenoval za nemškega komisarja za Norveško, ki je zavrnil vladavino okupacije vojaške uprave, zavezane pravilom mednarodnega prava, s ciljem pridobiti prijateljske odnose z Norvežani. Vendar tega niso dosegli. Eden od razlogov je bil, da ni imel predstavniške vlade, s katero bi se pogajal. Nekdanji obrambni minister Vidkun Quisling se je v govoru na norveški televiziji NRK sam imenoval za predsednika vlade, česar nista podprli ne nemška vlada in niti norveška javnost. Nemški okupator je Quislinga prisilil k odstopu s položaja. 15. aprila 1940 je norveško vrhovno sodišče ustanovilo Administrasjonsråd kot prehodno vlado, ki jo je vodil pronemški konservativni politik in predsednik okrožja Oslo in Akershus, Ingolf Elster Christensen. Ker vsi poskusi niso uspeli doseči priznanja nove vlade s pogajanji, je Terboven 20. septembra 1940 razglasil razpustitev Administrasjonsrådet in prepoved vseh političnih strank razen Nasjonal Samling. Terboven je ustanovil »začasne državne svete« kot vlado za izvajanje ukazov nemške politike. Kolaborant Quisling je bil 1. februarja 1942 imenovan za vodjo vlade. Sverre Riisnæs je vodil Ministrstvo za pravosodje, Jonas Lie pa norveško policijsko upravo.
Norveško pravo je bilo podrejeno nemškemu pravu. Če veljavna zakonodaja ni bila v skladu z nemško zakonodajo, je nemški komisar ustvaril novo zakonodajo. To je bilo objavljeno v "Uredbah za okupirana norveška ozemlja". Na nekaterih okupiranih območjih je bilo razglašeno tudi nemško vojno stanje. 

### Nemške varnostne sile in politična represija
Po okupaciji aprila 1940 je komisar Terboven izvajal vse bolj ostro okupacijsko politiko, saj kolaboracionistična vlada pod vodstvom Vidkuna Quislinga ni imela podpore prebivalstva. Pod vodstvom poveljnika varnostne policije in SD Heinrichom Fehlisom, ki je jeseni 1940 zamenjal Walterja Stahleckerja, sta Sipo in SD aretirala politične nasprotnike, komuniste, člane sindikatov, opozicijske učitelje, študente, policiste, častnike norveške vojske, vojne ujetnike in Jude. V ta namen so bila zgrajena štiri taborišča za policijske in vojne ujetnike. To so bili Grini fangeleir pri Oslu, Falstad pri Trondheimu, Ulven in Espeland pri Bergnu ter Sydspissen/Tromsdalen pri Tromsøju. Taborišča so uporabljali kot kraje za usmrtitve, ujetnike pa so deportirali v koncentracijska taborišča.
Fritz Weitzel je aprila 1940 postal višji poveljnik SS in policije (HSSPF) na jugu države. Junija 1940 je umrl v zračnem napadu na Düsseldorf, zamenjal pa ga je Friedrich Wilhelm Rediess.
Polovica od približno 500 norveških političnih zapornikov, ki so bili na skrivaj deportirani v Nemčijo, se ni nikoli vrnila.

### Vojska
Falkenhorst je bil imenovan za poveljnika Wehrmachta na Norveškem. Decembra 1944 ga je zamenjal Lothar Rendulic, tega pa je januarja 1945 zamenjal Franz Böhme.
Na Norveškem je bilo potrebno oskrbeti povsem nedotaknjeno okupacijsko vojsko, ki je štela 300.000 vojakov (1940-1944), ob koncu okupacije pa celo 400.000 vojakov .V nobeni drugi državi, ki jo je okupirala Nemčija, ni bilo številčno razmerje med okupacijskimi četami in prebivalstvom tako neugodno. Luftwaffe je začela delati gradbene projekte s projekti izgradnje letališč, kot je bila širitev letališča Sola za bitko za Britanijo in mornarica s podmorniškimi bazami (kot sta Dora 1 in Dora 2 v Trondheimu in Bruno v Bergnu) in obalnim topništvom. Pozno poleti 1940, po izgubljeni bitki za Britanijo, se je začela gradnja velikanskih obalnih utrdb. Slabo norveško cestno in železniško omrežje naj bi za napad na Murmansk izboljšali z izgradnjo železnice od Osla do Kirkenesa.  
Po invaziji na Sovjetsko zvezo je Adolfa Hitlerja začelo skrbeti pred britansko invazijo na Norveško. Po britanski operaciji Claymore proti Lofotom 4. marca 1941 je takoj ukazal izvesti prisilno razširitev obalne obrambe.

### Vojni ujetniki
Približno 13.000 sovjetskih, 2.600 jugoslovanskih in 160 poljskih vojnih ujetnikov je umrlo na Norveškem zaradi usmrtitev ali zaradi sistematične nezadostne oskrbe, zlorabe, izčrpanosti in bolezni. To število je preseglo skupne civilne in vojaške žrtve Norveške v drugi svetovni vojni. Nekatera zloglasna taborišča za vojne ujetnike na severu Norveške so spominjala na taborišča smrti.

### Civilno prebivalstvo
Zaradi vojne in okupacije je civilno prebivalstvo zelo trpelo. Nemška okupacija je bila povezana predvsem s poslabšanjem položaja delavcev, kar se je kazalo v vpadanju plač, racioniranju hrane in goriva ter s tem povezanim črnim trgom. Ta se je stopnjeval do 8. septembra 1941, ko so zmanjšali obrok mleka in ustavili prodajo mleka v tovarnah. Posledično je 55 tovarn na območju Osla prenehalo delovati, kar je postalo znano kot mlečna stavka. Norvežani so trpeli zaradi bolezni, ki so se razvile zaradi pomanjkanja življenjskih potreb. Švedska in okupirana Danska sta prebivalstvo podprli z dostavo pomoči. Povprečna energijska potreba v nemškem rajhu je bila izračunana na 2700 kcal na osebo. Danci so imeli v povprečju 3100 kcal, medtem ko so se morali državljani Norveške, Belgije, Francije in Italije zadovoljiti z 2000, Vzhodni Evropejci pa le s 1500 kcal na dan.
Na Norveškem se je v času nemške okupacije rodilo okoli 12.000 otrok, tj. otrok nemških vojakov z norveškimi ženami.

### Begunci
Med okupacijo je okoli 50.000 Norvežanov zbežalo v sosednjo, nevtralno Švedsko. Švedske nemške čete niso zasedle zaradi manjšega strateškega pomena. Za to je bilo treba nekoliko popustiti glede prevoza vojnega blaga skozi državo. 
Med tistimi, ki so morali pobegniti iz države, so bili norveški Judje, opozicijski politični aktivisti in iskani odporniški borci, vključno z Willyjem Brandtom. Meja med Norveško in Švedsko je bila s 1619 kilometri zelo dolga in je Nemci niso mogli učinkovito nadzorovati. Domačini so marsikomu pomagali pobegniti čez živo mejo. Leta 1944 je bilo 560 Judov norveškega državljanstva, ki so bili na Švedskem, označenih za begunce in niso mogli zapustiti države. Švedske oblasti so zagotovile varnost beguncev in zaradi tega ni bilo izvedenih nobenih izgonov ali izročitev. Vendar pa v prvih letih okupacije Švedi niso izvedli nikakršne spodbude ali podpore za beg z Norveške, da ne bi ogrozili statusa nevtralnosti njihove države. Veliko beguncev je bilo odpeljanih v taborišča, kjer so jim priskrbeli le najnujnejše stvari.
Med ljudmi, ki so prečkali mejo, je bilo veliko moških, ki so bili vojaško sposobni in so želeli priti do norveških enot v izgnanstvu, da bi jih podprli. Večina teh vojakov je bila v Veliki Britaniji. Pred nemško invazijo na Sovjetsko zvezo je bilo še vedno mogoče zapustiti Švedsko prek sovjetskega ozemlja in potovati na dolge razdalje, pogosto prek Indije, da bi dosegli Združeno kraljestvo. Po začetku operacije Barbarossa je bilo nadaljnje potovanje po kopnem ali morju za begunce na Švedskem onemogočeno. Švedsko so lahko zapustili le, če so dobili prost let v Veliko Britanijo.

### Judje
V času okupacije je v državi živelo okoli 2100 norveških Judov in beguncev iz srednje Evrope, njihov položaj pa se je od poletja 1941 poslabšal. Na severu Norveške so nemški okupatorji aretirali vse judovske moške, v drugih delih države le Jude brez državljanstva. Od februarja 1942 je Heinrich Fehlis ukazal zbrati osebne izkaznice Judov. Podporniki Nasjonala Samlinga so pozivali k radikalni, dokončni rešitvi judovskega vprašanja, njihov statistični urad pa je od Judov zahteval, da poročajo o svojih finančnih razmerah.  
25. oktobra 1942 je Wilhelm Wagner, vodja odgovornega gestapovskega oddelka pri poveljniku varnostne policije in SD na Norveškem, ukazal aretacijo vseh judovskih moških, ki so bili nato internirani v taborišče Søndre Berg pri Tønsbergu. Takoj zatem je norveška vlada sprejela zakon o zaplembi premoženja Judov v korist državne blagajne. Zakon o obveznosti registracije z dne 17. novembra 1942 je določil, koga se šteje za Juda. 25. novembra 1942 so odobrili aretacijo judovskih žensk in otrok. 532 ljudi je bilo odpeljanih v Stettin z transportno ladjo Donau in od tam v Auschwitz. Večino ljudi so tam takoj po prihodu pobili. 25. februarja 1943 je bilo dodatnih 158 Judov, ki so bili aretiranih v Stettinu, odpeljanih v Auschwitz prek berlinskega taborišča Synagogue Levetzowstrasse, kjer so jih – razen 28 moških, ki so bili označeni kot sposobni za opravljanje dela – takoj umorili.
Aretacije in deportacije je izvedlo norveško osebje, odzivi norveške družbe in odporniškega gibanja pa so bili vse do novembra dvoumni. Vendar so posamezni policisti opozarjali ogrožene Jude, in čeprav je tistim, ki so pomagali Judom, od 12. oktobra 1942 dalje grozila smrtna kazen, je jeseni 1942 uspelo pobegniti vedno več Norvežanom. Skupaj je bilo v sosednjo državo pretihotapljenih več kot 1000 Judov.

### Izgnane enote norveških čet
Šele v zadnjih dveh letih druge svetovne vojne je Švedska privolila v zahteve norveške vlade v izgnanstvu v Londonu in dovolila usposabljanje norveških policijskih enot na Švedskem. Vendar pa je šlo za oblikovanje rednih vojaških formacij, ki naj bi jih uporabili pri osvoboditvi Norveške. Tako je bilo usposobljenih in oboroženih 12.000 mož, ki so jih sestavljali norveški begunci na Švedskem. Prvi od teh "policijskih enot" so bili najeti po nemškem umiku iz Finnmarka pozimi 1944/1945. 
Ko je SS izvedel, da se odporniške borce z barkami tihotapi nazaj na Norveško s Shetlanda, se je enota, ki sta jo vodila šef nemške tajne službe na Norveškem, Hauptsturmfuhrer Gerhard Berns, in njegov namestnik, Untersturmfuhrer Henry Bertram, odločila takoj ukrepati. Oba, Arne Vaerum in Emil G. Hvaal, sta se usposabljala na Škotskem in sta bila v začetku aprila 1942 pripeljana na norveško obalo. Iz maščevanja so v vasi prispele enote SS, ki so ženske odpeljale v norveška taborišča, moške pa v koncentracijsko taborišče Sachsenhausen. Nato so porušile vse hiše v vasi, da bi vas popolnoma uničili. 

### Požigi
V okviru operacije Severni sij je Wehrmacht od konca leta 1944 izvedel popolno in neusmiljeno deportacijo norveškega prebivalstva in uničenje vseh domov vzhodno od Lyngenfjorda.
Načrti, izdelani pod Terbovnom vodstvom za »končno bitko« na Norveškem, so predvidevali trajno uničenje vseh pomembnih industrijskih in dobavnih podjetij v državi. HSSPF je ustanovil poseben oddelek za pripravo pod vodstvom von der Beya, direktorja IG Farben. Poveljnik Wehrmachta na Norveškem Böhme, pa tudi načelnik OKW, Wilhelm Keitel, in poveljniški štab Wehrmachta, Alfred Jodl, so izrazili pozitivno mnenje o teh načrtih in jih sprejeli. Terboven svojih načrtov ni posredoval novemu nemškemu državnemu voditelju Karlu Dönitzu, ki je v približno tem času privolil k nemški kapitulaciji.

## Osvoboditev
Norveška je bila osvobojena 8. maja 1945, na dan, ko je Nacistična Nemčija kapitulirala. Skupaj z Dansko in Jugoslavijo je bila Norveška ena zadnjih evropskih držav, ki so jo osvobodili zavezniki. Nekatere severne dele države so predtem že osvobodili Sovjeti.